# Susana Rodríguez González
Susana Rodríguez González (Barcelona, 16 d’agost de 1976) és una exjugadora de voleibol catalana.
S'inicià a la pràctica del basquetbol i posteriorment al voleibol, essent becada per la Residència Joaquim Blume. Jugadora en la posició de central, debutà professionalment la temporada 1994-95 al Caja Àvila, guanyant la Copa de la Reina. L'any següent fitxà pel Club Voleibol Tenerife, on jugà durant onze temporades (1995-2006). Amb l'equip tinerfeny, guanyà un Lliga de Campions (2003-04), nou Superlligues espanyoles, deu Copes de la Reina i quatre Supercopes. També fou escollida Millor jugadora de la Superlliga el 2000 i 2001, així com jugadora Top 2000. Posteriorment, jugà al Palma Volei i al Volei Sanse. Amb la selecció espanyola absoluta fou internacional en més de 150 ocasions.

## Palmarès
Clubs
- 1 Lliga de Campions femenina de la CEV: 2003-04
- 9 Superlligues Femenines de Voleibol: 1996-97, 1997-98, 1998-99, 1999-00, 2000-01, 2001-02, 2003-04, 2004-05, 2005-06
- 10 Copes de la Reina de voleibol: 1996-97, 1997-98, 1998-99, 1999-00, 2000-01, 2001-02, 2002-03, 2003-04, 2004-05, 2005-06
- 4 Supercopa espanyola de voleibol femenina: 2002-03, 2003-04, 2004-05, 2005-06

Individual
- 2 Millor jugadora de la Superlliga Femenina: 1999-00, 2000-01